# Дженаро Йецо
Дженаро Йецо е италиански футболист, вратар. 

## Кариера
Юноша на Юве Стабия. Играе в редица италиански отбори, но най-силно представяне прави с екипа на Наполи. През 2022 г. поема отбора на Ботев (Враца).